# Święty Abundiusz

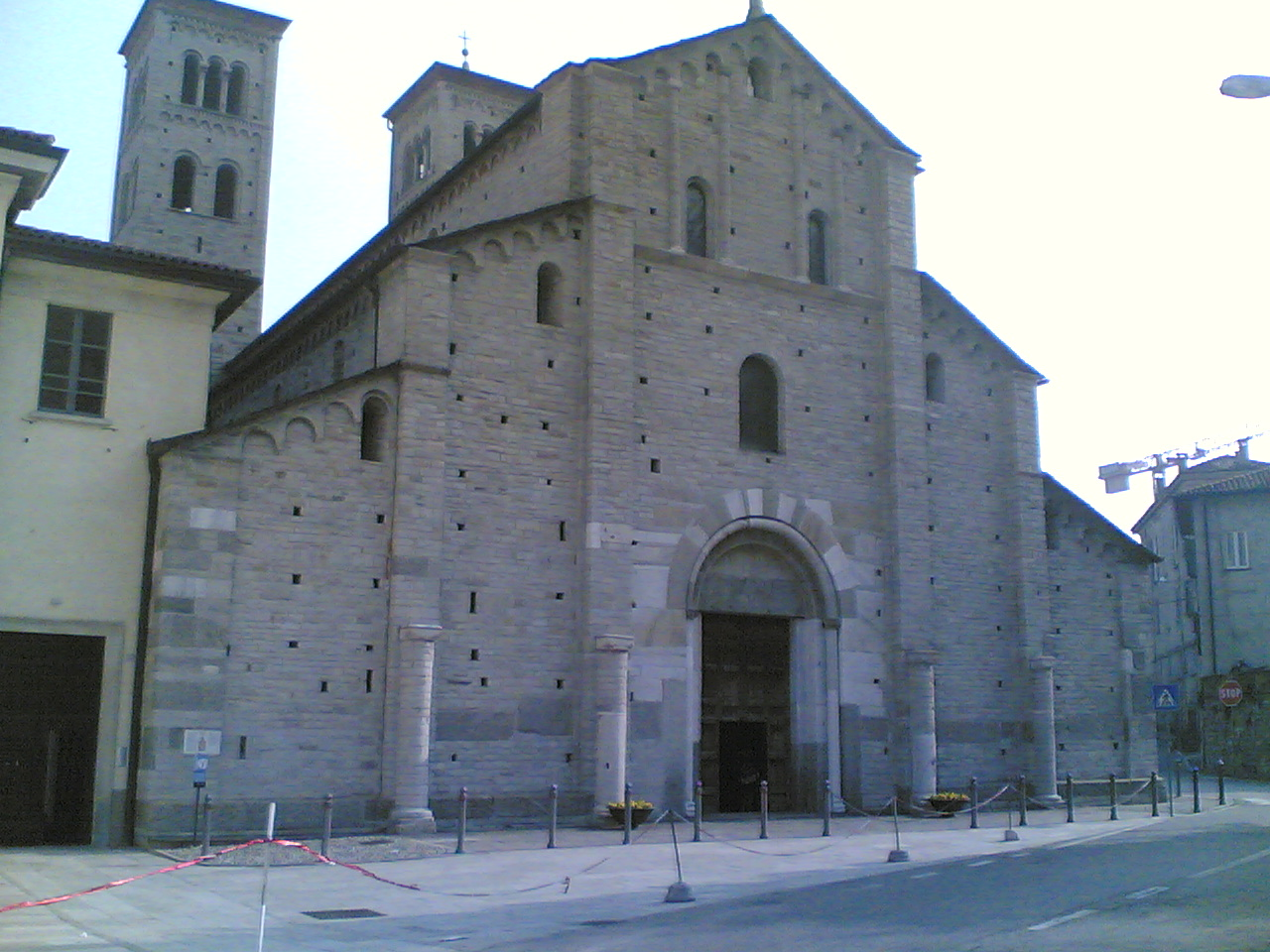
Bazylika św. Abundiusza w Como z XI wieku.

Abundiusz (ur. w Tesalonika, zm. ok. 465-468 w Como) – włoski biskup pochodzenia bizantyjskiego, święty Kościoła katolickiego.
Był legatem papieskim Leona I w Konstantynopolu. Wziął udział w synodzie w Mediolanie. Biskupem w Como był w latach ok. 450–468.
Jest patronem diecezji i miasta Como.
Jego wspomnienie liturgiczne obchodzone jest 2 kwietnia.